# 操演
操演（そうえん）は、日本の映画・テレビ番組などで、ワイヤーアクション、ミニチュアの操作や火・水・風・大地における自然現象の演出を担当する役職、またはその技法。海外では、フィジカルエフェクトやプラクティカルエフェクトと呼ばれる。繰演（そうえん）の表記が用いられることもある。

## 概要
戦争映画の戦闘機のミニチュアや怪獣映画ではゴジラなど怪獣の尻尾や首、羽などをピアノ線で操る演出を指す場合が多いが、それらはほんの一部で、撮影現場においては火薬なども含めた特殊技術全般の総称でもある。
銃の発砲や人体弾着、昔では三味線と呼ばれる数十本の電極と1本のスティックを通電させ、マシンガンの弾着を仕掛けたりもする。これらの技術では火薬を使う関係上、火薬類取扱の免許の保有が必要となる。
吊り線や指令電線は視聴者に見えないよう、フィルム上の映像加工や、スモークや暗闇、照明や撮影する角度で隠蔽する工夫が凝らされるが、露見してしまうこともしばしばあった。21世紀現在ではCGが、吊り線を消す細部加工から、映像自体を作り出すレベルまで広汎に利用されている。
モスラのような、ミニチュアを操作することによって表現される怪獣などのキャラクターは、着ぐるみとの差別化の意味で「操演怪獣」と呼ばれる。
「操演」という言葉は、東宝特撮の現場が発祥とされる。東宝では、当初クレーン操作などを行う特殊機械係がミニチュア操演も担当していたが、操演専門の部署ではないことから日毎に人員が入れ替わってしまい、最初から説明し直さなければならないことも多かったため、特技監督の円谷英二が同係に所属していた中代文雄を引き抜き、「操演」を部署として設立した。

### 人形操演
Eテレ「ひげよさらば」や「がんこちゃん」などの人形劇では、人形を操る作業を「人形操演」「パペット操演」または単に「操演」と呼ぶ。また、同じくEテレの「おかあさんといっしょ」の人形劇や「いないいないばあっ！」などで着ぐるみの中に入ってキャラクターを演じるスーツアクターを「操演」と称するケースもある。

## 主な操演技師
- 中代文雄（東宝）[5]
- 小川昭二（東宝）[5]
- 松本光司（新東宝、東宝）[5]
- 船越幹雄
- 羽鳥博幸
- 神尾悦郎
- 島尻忠次
- 関山和昭
- 寺門勇
- 鳴海聡[5]
- 小林正己
- 宇田川幸夫